# Ordu (provincie)
Orduská provincie je tureckou provincií, nachází se v severovýchodní části Malé Asie. Rozloha provincie činí 5 963 km2, v roce 2000 zde žilo 855 765 obyvatel. Hlavním městem provincie je Ordu.

## Administrativní členění
Orduská provincie se administrativně člení na 19 distriktů:
- Ordu
- Akkuş
- Aybastı
- Çamaş
- Çatalpınar
- Çaybaşı
- Fatsa
- Gölköy
- Gülyalı
- Gürgentepe
- İkizce
- Kabadüz
- Kabataş
- Korgan
- Kumru
- Mesudiye
- Perşembe
- Ulubey
- Ünye